# José Pablo Minor
José Pablo Minor (Cancún, 23 de março de 1991) é um modelo mexicano.

## Biografia
Minor nasceu na Cidade do México e viveu parte de sua infância em Cancún, Quintana Roo. Ele tem um irmão chamado Luis Rodrigo.
Ele começou sua carreira em 1991 com um pequeno papel na novela Muchachitas quando era apenas um bebê.
Ele começou no mundo da modelagem aos 13 anos em Cancún e também estudou a carreira de Aviador piloto. Em 2014, ela obteve o segundo lugar no concurso El Modelo México, uma versão masculina do concurso Nuestra Belleza México. Nesse mesmo ano, foi convidado por Lupita Jones para representar o México no concurso mundial de beleza masculina Mister Mundo que ocorreu em Torbay, Inglaterra de 30 de maio a 15 de junho de 2014, obtendo o terceiro lugar.
Em 2010 foi aceita a sua candidatura para estudar no Centro de Educacion Artística da Televisa (CEA), onde estudou teatro e formou-se em 2012. Durante os seus estudos no CEA, actuou em várias peças escolares e teve pequenas aparições em novelas como Miss XV e Mentir para viver. Em outubro de 2013 foi anunciado que ele faria parte do elenco da novela em quadrinhos "How rich are poor", produzida por Rosy Ocampo. Em agosto do mesmo ano, integrou o elenco da novela produzida por Pedro Damián, Menina italiana vai se casar, onde interpretou o personagem "Gael Ángeles".
Em 2015, participou como co-protagonista da novelaPasión y poder, versão da novela produzida em 1988 com o mesmo nome e na qual compartilhou créditos com Fernando Colunga, Jorge Salinas, Susana Gonzalez e Michelle Renaud
Em 2017, ele participou da novela Meu marido tem família junto com Zuria Vega, Daniel Arenas e Laura Vignatti
No início de 2018, José Pablo Minor foi escolhido pela marca siciliana Dolce & Gabbana para aparecer na “Men's Fashion Week in Milan”, para modelar os looks da coleção masculina outono-inverno 2018, com o nome da #DGKingsAngels, tornando-se assim o terceiro mexicano a modelar para a marca.

## Telenovelas
| Año       | Telenovela                        | Personaje                  |
| --------- | --------------------------------- | -------------------------- |
| 2024-2025 | El ángel de Aurora                | Demián Morga Campero       |
| 2022      | La mujer del diablo               | Diego Carvajal             |
| 2020-2021 | De bruta, nada                    | Rodrigo Flores             |
| 2019      | Cuna de lobos                     | Miguel Terranova Contreras |
| 2019      | Los Espookys                      | Juan Carlos / Juan Pablo   |
| 2017-2018 | Mi marido tiene familia           | Gabriel Mussi Lozano       |
| 2017      | Enamorándome de Ramón             | Santiago Iriarte           |
| 2016      | Sin rastro de ti                  | Luis Lara                  |
| 2015-2016 | Pasión y poder                    | David Gómez-Luna Vallado   |
| 2014-2015 | Muchacha italiana viene a casarse | Gael Ángeles               |
| 2013-2014 | Qué pobres tan ricos              | Tato                       |
| 2013      | La Tempestad                      | Samuel                     |
| 2012      | Miss XV                           | Antonio Hernández          |
| 1991      | Muchachitas                       | Bebé                       |